# Míšeňský porcelán

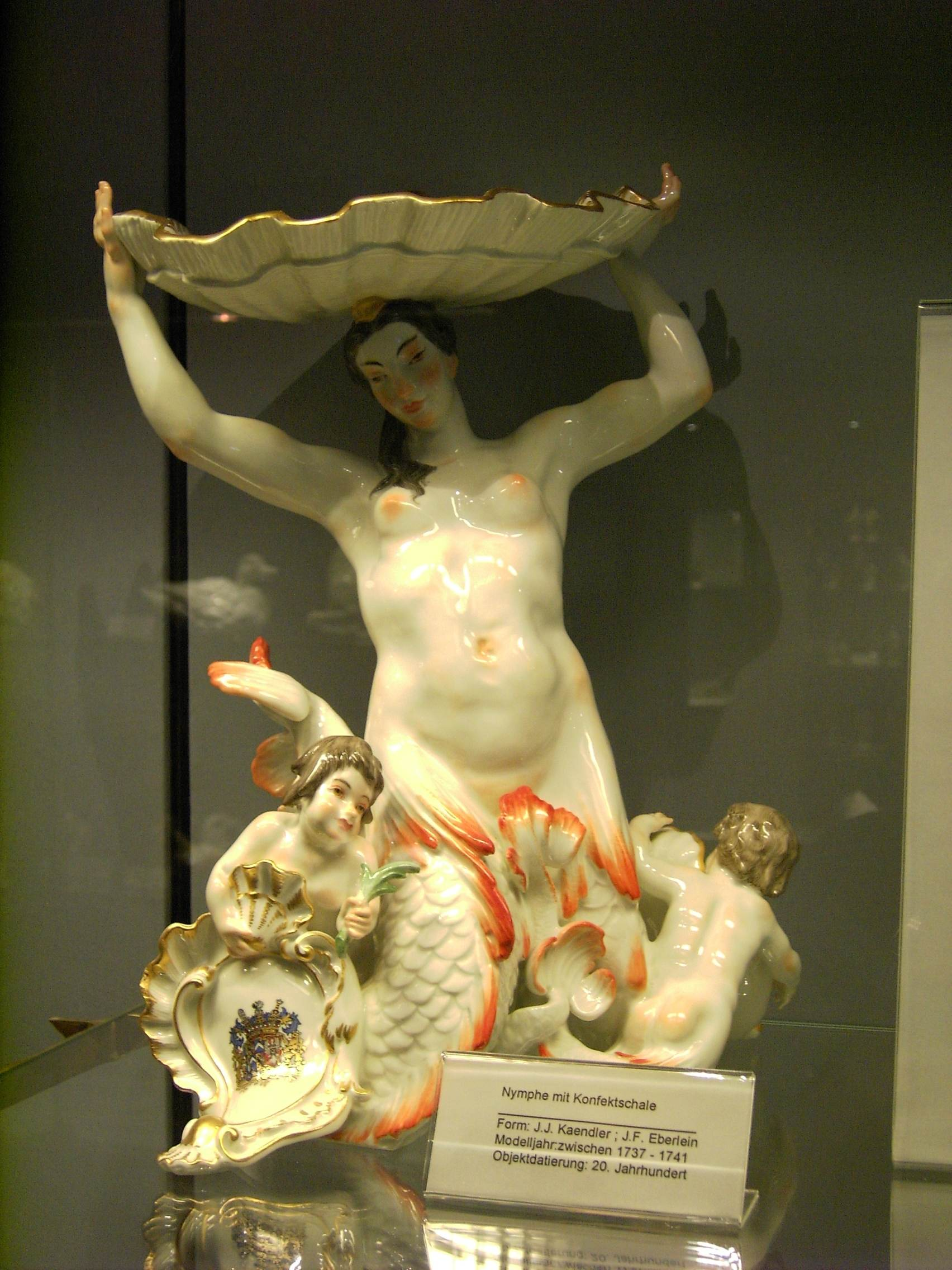
J.J.Kändler: Nymfa nesoucí misku, Míšeň kolem 1737

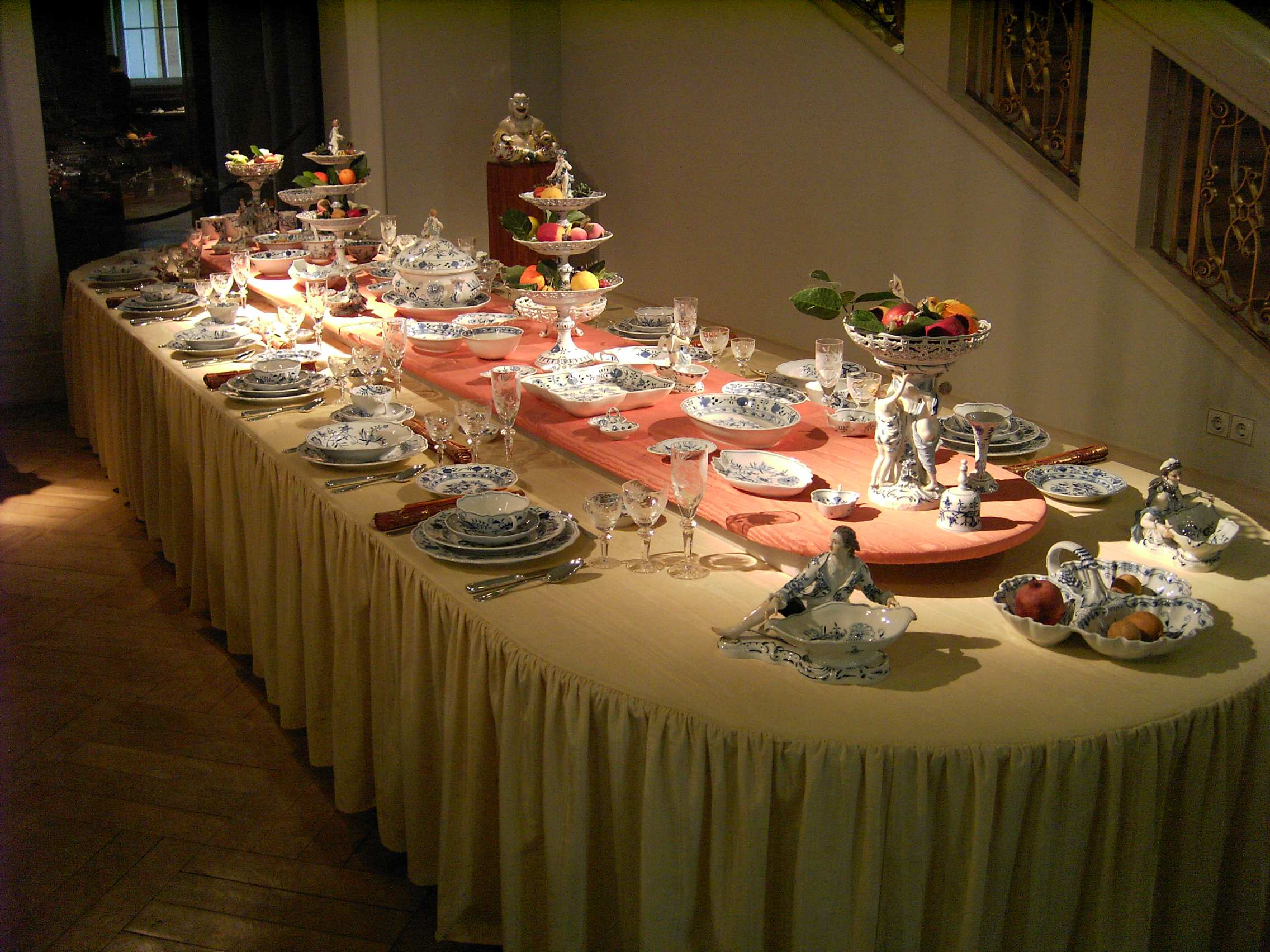
Slavnostní tabule s míšeňským porcelánem

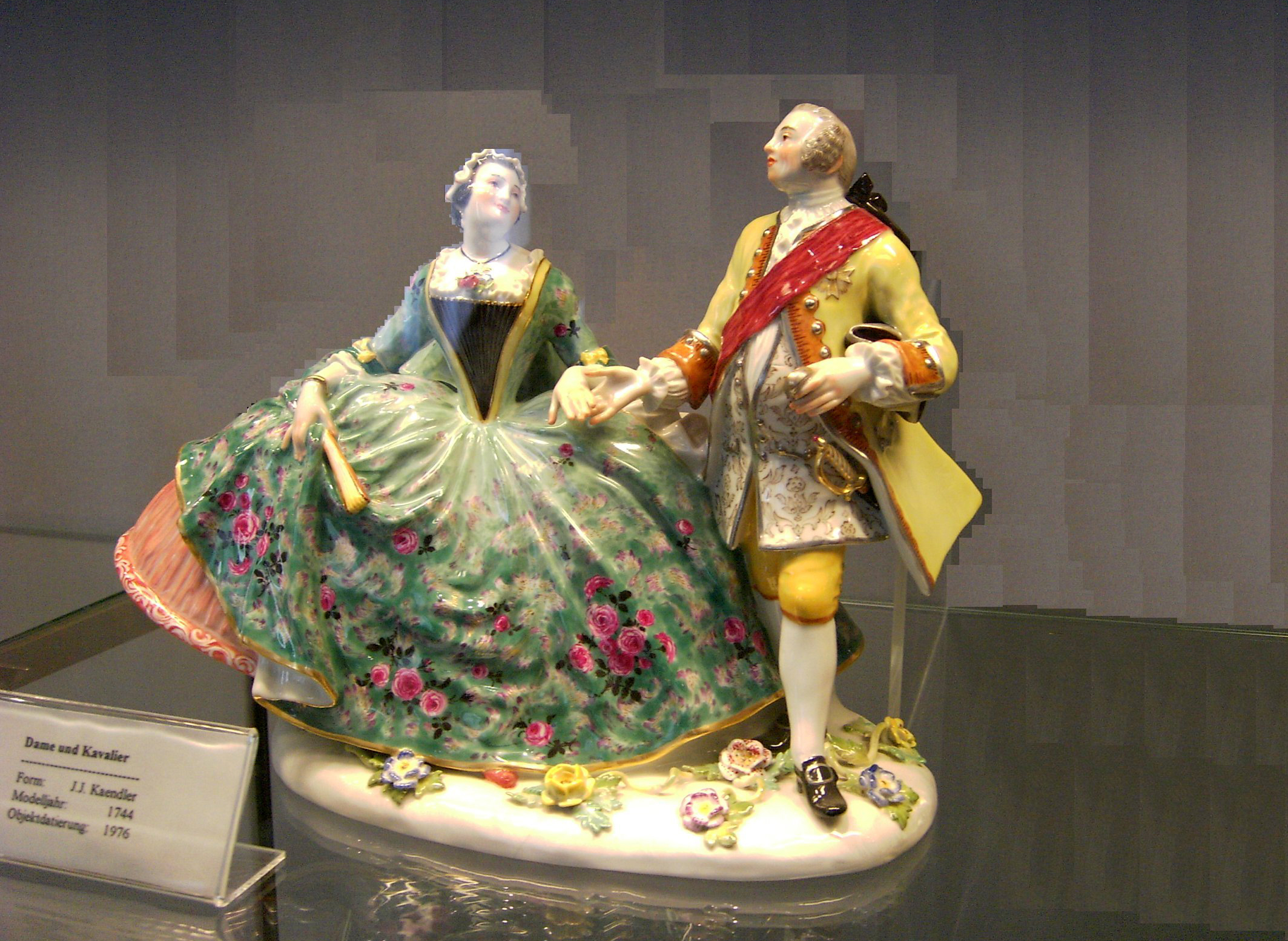
Tančící pár, typická figurální miniatura Kändlerovy dílny z poloviny 18. století.

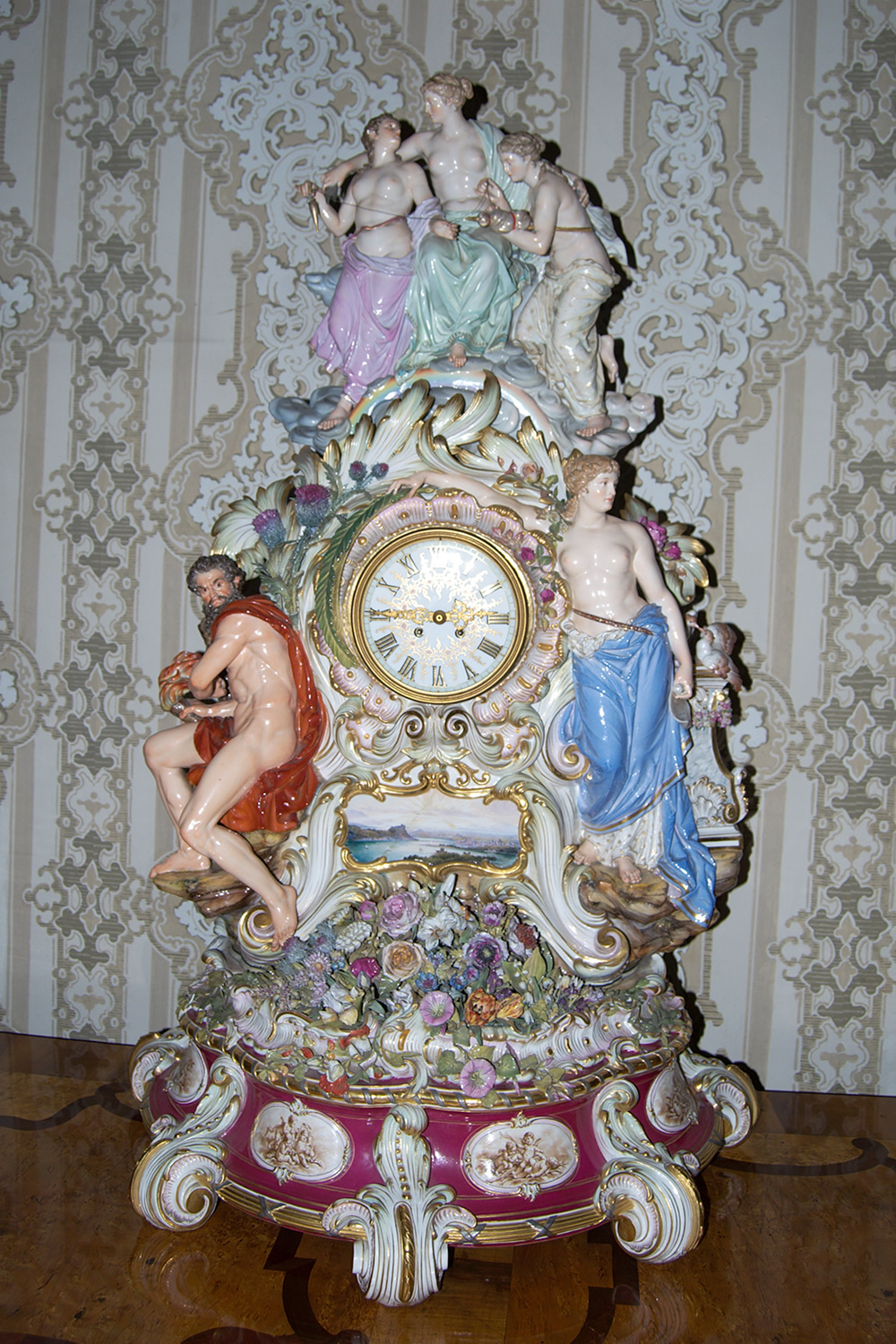
Porcelánové hodiny na ze zámku Lysice, druhé rokoko, kolem 1850

Míšeňský porcelán je první evropský porcelán. Jeho vynálezcem byl v roce 1708 Ehrenfried Walther von Tschirnhaus, po jehož smrti v jeho díle pokračoval jeho žák a spolupracovník Johann Friedrich Böttger. Podnik na jeho výrobu, který vznikl v roce 1710, patřil k nejslavnějším manufakturám svého druhu v Evropě a funguje dodnes pod názvem Staatliche Porzellan-Manufaktur Meissen GmbH.

## Objev porcelánu v Evropě
Tschirnhaus a Böttger pracovali v saských městech Drážďanech a Míšni pro saského kurfiřta později polského krále Augusta Silného. Tschirnhaus měl obrovské znalosti evropských vědeckých technologií, především z oborů chemie, alchymie a metalurgie, které mu usnadňovaly více než desetileté snažení při objevu složení receptury pro výrobu míšeňského porcelánu. V roce 1705 se k němu přidal (respektive byl Augustem Silným najat) rovněž velmi talentovaný Friedrich Böttger. Po studiu farmacie v Berlíně se přiklonil více na stranu alchymie a právě svým tvrzením, že dokáže přeměnit bezcenné předměty na zlato, si získal pozornost Augusta Silného, který byl velkým mecenášem alchymistů a dokázal naopak značné množství zlata utratit kvůli podobným tvrzením. Nicméně August právě v Böttgerově případě svůj kapitál investoval velmi výhodně. Johann Friedrich Böttger byl kvůli urychlení a utajení procesu výroby zlata Augustem vězněn. Ve vězení byl až do roku 1705 nucen, ve spolupráci s ostatními alchymisty, pracovat na objevu tvorby zlata.
Jeho dalším úkolem bylo vytvořit porcelán, ve kterém král August spatřoval svět krásy a bohatství. Byl jím naprosto posedlý, o čemž svědčí i jeho obrovské sbírky porcelánu, které nashromáždil.
Dokonce udělal zajímavý obchod, když Pruskému králi poskytl 600 vyzbrojených vojáků vycvičených v boji výměnou za to, že od něj získá 18 překrásných velkých nádob z čínského porcelánu.
Böttger však ve vězení velice strádal, a tak napsal králi dopis, v němž jej prosí o propuštění z vězení a přísahá, že pro něj porcelán skutečně vytvoří. Král mu uvěří a dává mu šanci, kterou Böttger po mnohých nezdařených pokusech využívá a triumfuje. Král je nadšen a představuje světu, v lednu 1708, „Bílý evropský porcelán“. Toto datum je tedy oficiálním datem vynálezu porcelánu v Evropě.
Král zakládá manufakturu v Drážďanech, ale dlouho mu radost z bílého porcelánu nevydrží a požaduje po Böttgerovi, aby jej začal barevně a ornamentálně zdobit. Böttger opět upadá do deprese, kterou úkol přináší. Začíná se opíjet alkoholem a píše králi, že to asi nedokáže.
Nakonec se mu to podaří, ale král má další požadavky. Barvy na porcelánu chce doplnit červenou barvou, která se objevuje na čínském a zejména japonském porcelánu.
Böttger měl tentokrát opět velké štěstí, protože na scénu přišel malíř Ehrenfried Walther von Tschirnhaus, který králi tvrdil, že to dokáže, protože ovládá techniku ornamentálního čínského zdobení a zná tajemství červené keramiky. Tschirnhaus však brzy, v říjnu 1708, umírá. Jeho deník ze zápisky o jeho bádání se zachoval do dnešních dní, ale stránky s popisem výroby a aplikace červené barvy chybí; někdo je kdysi odstranil.
Ale Böttger pravděpodobně měl odstraněné stránky z deníku k dispozici, a tak opět triumfuje a přivádí zdobený porcelán k dokonalosti. Je ovšem pravda, že Ehrenfried Walther von Tschirnhaus hrál při výrobě této receptury roli více než partnerskou.

## Míšeňská manufaktura

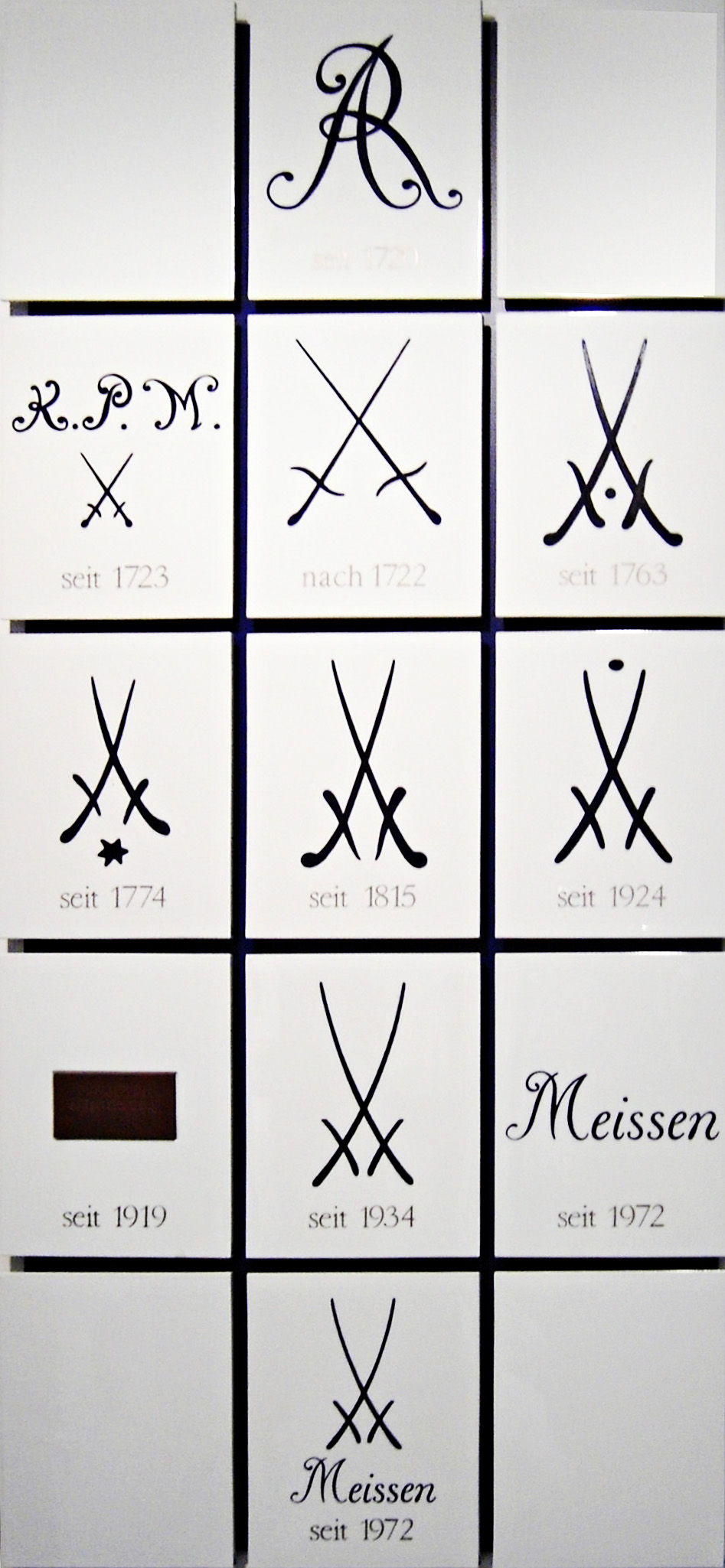
Proměny značky porcelánu v průběhu staletí

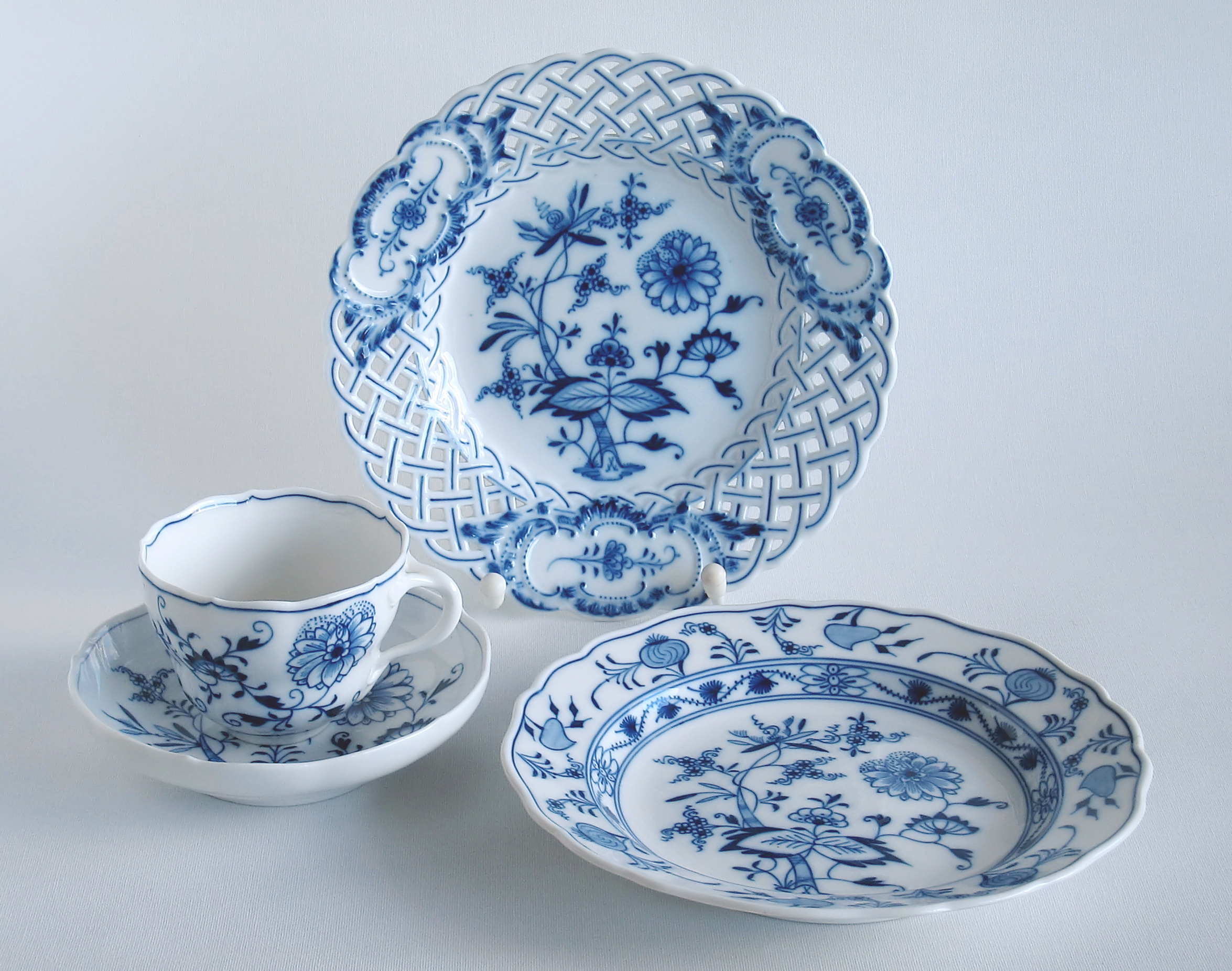
Míšeňský cibulák

Míšeňská manufaktura na výrobu porcelánu byla založena rok po tomto významném objevu a zde také pokračoval vývoj pecí a glazur použitelných pro vývoj Böttgerova porcelánu. Tento materiál vyžaduje výpal při velmi vysokých teplotách (přes 1400 °C) pro dosažení průsvitnosti tolik typické pro porcelán čínský. Míšeňský porcelán byl vypalován podobně jako v Číně, čímž bylo dosahováno extrémní odolnosti proti teplotním šokům. To dokazuje svědectví návštěvníků Míšeňské manufaktury, kteří byli přítomni vhození rozžhavené nádoby do studené vody, aniž by se tato nádoba poškodila. Pravdivost této historky byla potvrzena až v roce 1980 na Massachusettském institutu technologie.
První výrobky z Míšeňské manufaktury nebyly bílé, jak bychom dnes předpokládali, ale tmavohnědě a černě zabarvené, zdobené zlaceným dekorem – po vzoru orientálních nádob.

### Značka
S cílem identifikovat originální míšeňské zboží byly výrobky označovány zpočátku značkami kreslenými na dno. Posléze byly tyto značky ryty do barvy pod glazuru. První značky jako "AR" (Augustus Rex, monogram krále), "K.P.M" (Königliche Porzellan-Manufaktur), "M.P.M." (Meissener Porzellan-Manufaktur) a "K.P.F." (Königliche Porzellan-Fabrik) byly nakonec nahrazeny logem dvou zkřížených mečů. Tato značka, zavedená v roce 1720, se dekretem stala od roku 1731 značkou oficiální; různé variace stylu mečů dovolují míšeňské výrobky dobře datovat. Jde o jednu z nejstarších známých značek porcelánu v Evropě.

### Typy výrobků
Již od Böttgerových časů se realizovala produkce nádobí; první soupravy jsou datovány k roku 1720. První nádobí bylo prosté. 
- Geniální modelér a sochař Johann Joachim Kändler (1705-1776) zavedl dekoraci nádobí a figurální porcelán rozmanitých námětů (apoštolové, alegorické figurky 12 měsíců, Čtyř ročních období, Opičí orchestr, šachy,..) i užitných funkcí (kalamáře, slánky, cukřenky, nástolce, žardiniéry, aj.).

Roku 1740 byl pro Kändlerova protektora, knížete Heinricha von Brühl, vytvořen slavný „Labutí servis“ (Schwanenservice) o více než tisíci kusech. Během 2. světové války byla souprava ztracena, ale zůstaly zachovány formy a v současné době je možno získat repliky tohoto nádobí.
„Cibulový vzor“ (Zwiebelmuster) se vyrábí již tři století. Jde o vzor od Höroldta z roku 1739, inspirovaný pravděpodobně čínským dekorem koflíků z období Kangxi. Získal obrovskou popularitu a byl zkopírován více než 60 výrobními místy (včetně českých porcelánek). Vzor byl tak populární a byl tak rozšířen, že Německý nejvyšší soud prohlásil v roce 1926 název Meissener Zwiebelmuster za veřejný statek.
Jiné populární modely jsou výrobky s purpurovými růžemi nebo s fíkovými listy. Jiná série nádobí má pod glazurou na okraji talířů vyryté motivy letících rudých a zlatých draků a medailon uprostřed. Jedna verze tohoto modelu byla používána v bavorském sídle Adolfa Hitlera.